# Passionate Bulkboek
Passionate Bulkboek is een literair-educatieve organisatie voor de stimulering van de Nederlandse taal en literatuur bij jongeren van 15 tot 30 jaar. Ze richt zich op het hele Nederlandse taalgebied, maar biedt vooral activiteiten in Nederland, veelal in de Rotterdamse binnenstad.
De organisatie ontstond in op 12 december 2008 uit een fusie tussen Stichting Passionate (de uitgever van Passionate Magazine) en Stichting Bulkboek (de uitgever van de bulkboeken). Ze richten zich op de ontwikkeling en verkoop van lesprogramma’s, de organisatie van workshops, schrijfwedstrijden voor scholieren en literatuurfestivals, zoals de Dag van de Literatuur, de Dag van het Literatuuronderwijs en het Geen Daden Maar Woorden Festival. Daarnaast worden er schrijfwedstrijden voor jongeren georganiseerd: Write Now! en Er Was Eens, en twee literatuurprijsvragen door jongeren; de De Inktaap en de Prijs van de Jonge Jury. Deze laatste is een gezamenlijk initiatief met de Stichting Lezen. Eveneens in samenwerking met Stichting Lezen wordt sinds 2016 de Nationale Mediatheek Trofee uitgereikt, voor de meest aantrekkelijke leesomgeving voor jongeren op scholen in het voortgezet onderwijs. Sinds 2015-16 verzorgen ze ook de Rotterdamse Anna Blaman Prijs, en sinds 2017 vindt het jaarlijkse schrijfproject voor havo- en vwo-leerlingen Kort Rotterdams plaats.
Incidenteel zijn de verhalen en gedichten van de schrijfwedstrijd gebundeld en zelf uitgegeven, zoals met de bundel Ook olifanten moeten door uit 2012 met het werk van de finalisten 2012 van Write Now!.
Passionate Bulkboek was in 2008 door de Raad voor Cultuur ondergebracht in de culturele basisinfrastructuur, waarmee een meerjarige ondersteuning was verzekerd. Later kreeg de organisatie ondersteuning van onder andere het Nederlands Letterenfonds.

## Publicaties, een selectie
- Andeweg, Sebastiaan. Ook olifanten moeten door. Passionate Bulkboek, 2012.
- Corput, Ellen van de. Iets te verliezen, Passionate Bulkboek, 2013.
- Daalen, Maria van. All. Stichting Digitale Bibliotheek voor de Nederlandse Letteren & Passionate Bulkboek, 2012.
- Erve, I. van. Handboek literatuuronderwijs 2009-2010. Passionate Bulkboek, 2009.
- Passionate Bulkboek. Er was eens 2018 : vmbo editie, Passionate Bulkboek, 2018.